# جورج الوکوبی
جورج الوکوبی (انگلیسی: George Elokobi؛ زادهٔ ۳۱ ژانویهٔ ۱۹۸۶) بازیکن فوتبال اهل کامرون است.
از باشگاه‌هایی که در آن بازی کرده‌است می‌توان به باشگاه فوتبال دالیچ هملت، باشگاه فوتبال ناتینگهام فارست، باشگاه فوتبال ولورهمپتون واندررز، باشگاه فوتبال اولدهام اتلتیک، باشگاه فوتبال کولچستر یونایتد، و باشگاه فوتبال بریستول سیتی اشاره کرد.